# Badaezpada: el vecino afectuoso

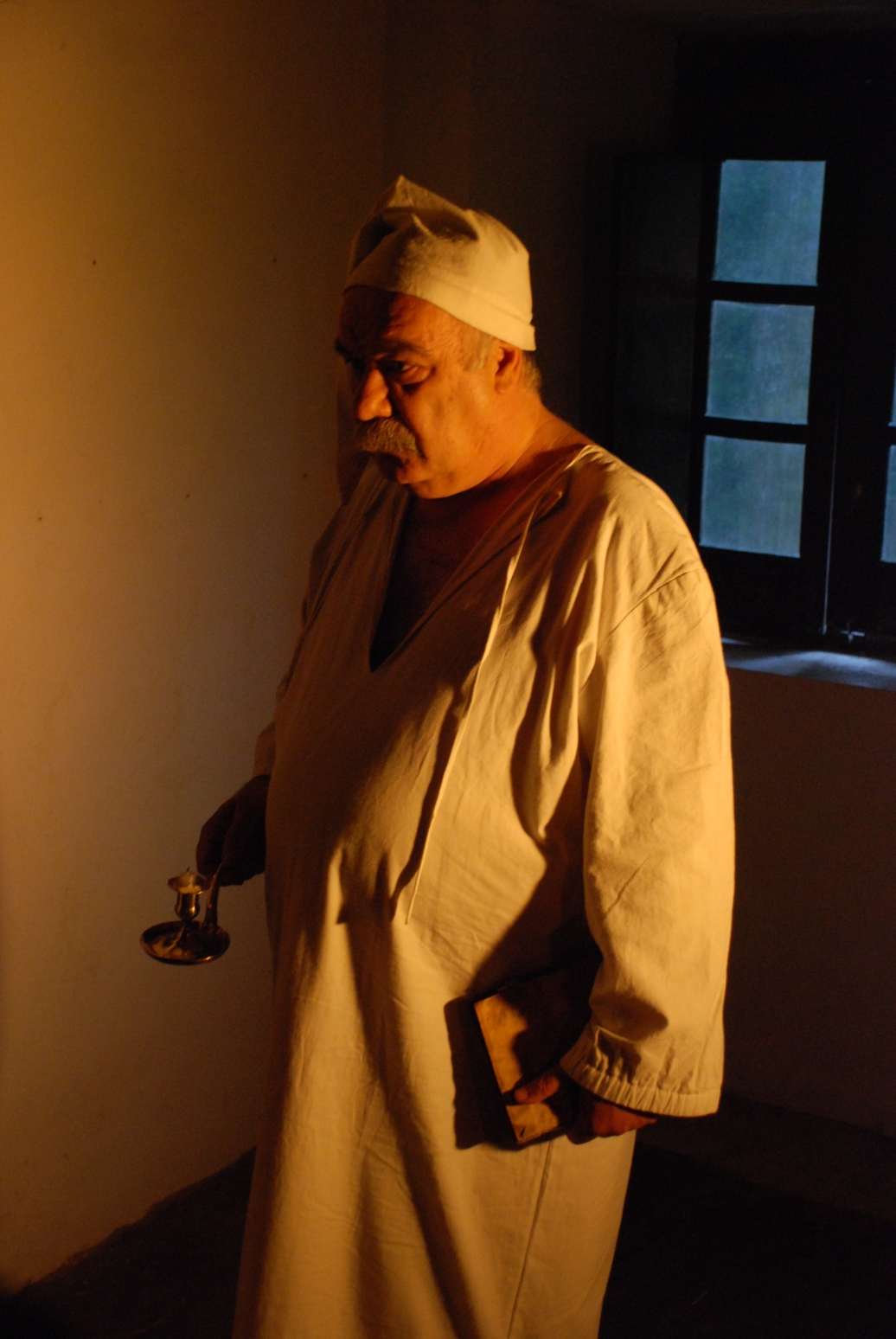
Actuación del actor madrileño Rafa Martín en la película Badaezpada: El vecino afectuoso de Pello Varela, rodada en 2007

Badaezpada: el vecino afectuoso es un cortometraje dirigido por Pello Varela estrenado en 2007, que se basa en un cuento de Azorín. El cortometraje fue rodado en Vitoria, en el palacio Escoriaza y en Marianistas, y Laudikana.
Fue producido por el Ayuntamiento de Vitoria, y seleccionado en el Internacional Festival Independend of New York, habiendo recibido allí muy buenas críticas y valoraciones.

## Sinopsis
1590. Un artesano, que está siendo perseguido por la Inquisición, huye de Toledo. Va al Norte y recala en Vitoria, donde se cambia de nombre y de oficio. Varios meses después, recuerda los avatares de su huida.